# Theloderma gordoni
Theloderma gordoni är en groddjursart som beskrevs av Taylor 1962. Theloderma gordoni ingår i släktet Theloderma och familjen trädgrodor. IUCN kategoriserar arten globalt som livskraftig. Inga underarter finns listade i Catalogue of Life.